# Acer BluelightShield
Acer BluelightShield — фірмова технологія компанії Acer Inc., призначена для зменшення інтенсивності синього світла, яке випромінюється екранами ноутбуків, моніторів і планшетів бренду Acer. Вона орієнтована на зниження втоми очей під час тривалого користування пристроями, особливо в умовах слабкого освітлення.

## Призначення
Синє світло, яке випромінюється екранами, пов'язане з ризиками для здоров'я очей, зокрема комп'ютерним зором (англ. Computer Vision Syndrome), порушенням сну та перенапруженням зорових м'язів. Acer BluelightShield дозволяє користувачеві вручну або автоматично зменшувати рівень синього світла без істотного спотворення кольорів на дисплеї.

## Принцип роботи
Технологія реалізується на рівні прошивки монітора або програмного забезпечення, зокрема через утиліти Acer Quick Access або Acer Display Widget. Користувач може обрати один із кількох рівнів фільтрації синього світла, зазвичай у межах від 0 до 4, де вищі значення забезпечують більший захист, але з меншою яскравістю та змінами кольорів.

## Сумісність
BluelightShield інтегрована в низку пристроїв Acer, включаючи серії:
- Acer Aspire
- Acer Swift
- Acer Predator
- Acer Nitro
- Acer Spin
- та інші моделі з IPS- та VA-панелями[4]

## Відмінність від аналогів
На відміну від програмних рішень на кшталт Night Shift (Apple) чи f.lux, Acer BluelightShield часто працює на рівні самого дисплея (фізичної панелі), що дозволяє зменшувати синє світло навіть без встановлення додаткового ПЗ, і працює незалежно від операційної системи.